# Histadrout
Ne doit pas être confondu avec Fédération nationale des travailleurs d'Erets Israel.
La Histadrout (en hébreu : ההסתדרות הכללית של העובדים בארץ ישראל, soit Hahistadrout haklalit shel ha'ovdim be'Eretz Yisra'el, traduisible en « Fédération générale des travailleurs de la Terre d'Israël ») est la principale confédération syndicale de travailleurs israéliens. Elle est affiliée à la Confédération syndicale internationale.
Ce syndicat est considéré comme un des éléments fondateurs de la nation d'Israël, comme précurseur de l'État. Il a un double visage, de défense des travailleurs et d'organisation du travail en Israël. Après avoir investi tous les secteurs de la société, économie en possédant de nombreuses entreprises et coopératives de production et de consommation, arts, sports, loisirs, et joué un rôle important dans la gauche israélienne, Histadrout a décliné avec le recul de l'idéologie communautaire et le succès des idées libérales dans les gouvernements successifs des années 1990 à nos jours.

## Historique

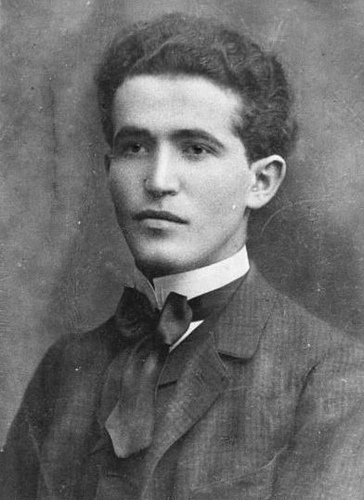
Ben Gourion, quelques années avant la création d'Histadrout.

### L'Histadrout dans la Palestine mandataire
Sous l'impulsion de plusieurs personnalités dont David Ben Gourion et l'écrivain Yossef Haïm Brenner, la Histadrout fut créé en décembre 1920 à Haïfa en tant que syndicat des travailleurs juifs d’Eretz-Israël, dans le but de favoriser leur installation. Elle fournissait des services à ses membres : changement d'emploi, congés maladie payés, écoles, médecine. Ses objectifs initiaux étaient de fédérer l'ensemble des travailleurs juifs de la Palestine sous mandat britannique, de favoriser leur installation dans le pays, de défendre les droits des salariés auprès des employeurs et de favoriser l'emploi d'une main-d'œuvre juive par rapport à la main d'œuvre arabe bon marché.
L'Histadrout se finance aussi via des campagnes internationales de dons.
Pour certains, combinée au système du kibboutz, l'Histadrout a pour projet l'installation d'un socialisme à visage humain, avec ses entreprises de tous les secteurs, une banque, des bureaux de placement, des établissements éducatifs et un système de soins, des coopératives agricoles, et une armée clandestine. Pour d'autres, Histadrout est d'abord une structure favorisant le travailleur juif, donc le foyer national juif. D'une part, ce n'est qu'à partir de 1962 que les Arabes ont eu droit d'adhérer. D'autre part, malgré des composantes d'allure égalitaire, l'Histadrout n'est pas porteur d'un projet socialiste : sa doctrine est d'abord celle d'un foyer national juif. Tout comme les kibboutz, ce syndicat favorise les juifs pour favoriser le foyer national juif, d'autant que la deuxième alya connaît un sérieux problème de chômage. Si le projet initial insiste sur l'égalité entre juifs, après 1926, les tendances socialistes d'Histadrout sont liquidées, comme ne servant pas les intérêts d'Israël : l'enseignement secondaire pour les enfants d'ouvriers n'est mis en place que tardivement, elle participe activement à l'hébraïsation. Enfin, Histadrout sert le projet conservateur des nationalistes organiques : en promouvant le travail manuel, elle aide les juifs à se corriger, à devenir autre. Il n'est pas non plus question de révolte de l'ouvrier juif contre son patron, la Nation prime. Son organisation, pour un syndicat comme pour une coopérative, est particulière : en effet, le capital n'appartient pas aux membres, mais à l'Histadrout elle-même ; les coopérateurs ne décident pas de l'affectation des bénéfices, qui sont immédiatement réinvestis ; enfin, la direction des usines est nommée par la commission exécutive, et non-désignée par les travailleurs eux-mêmes.

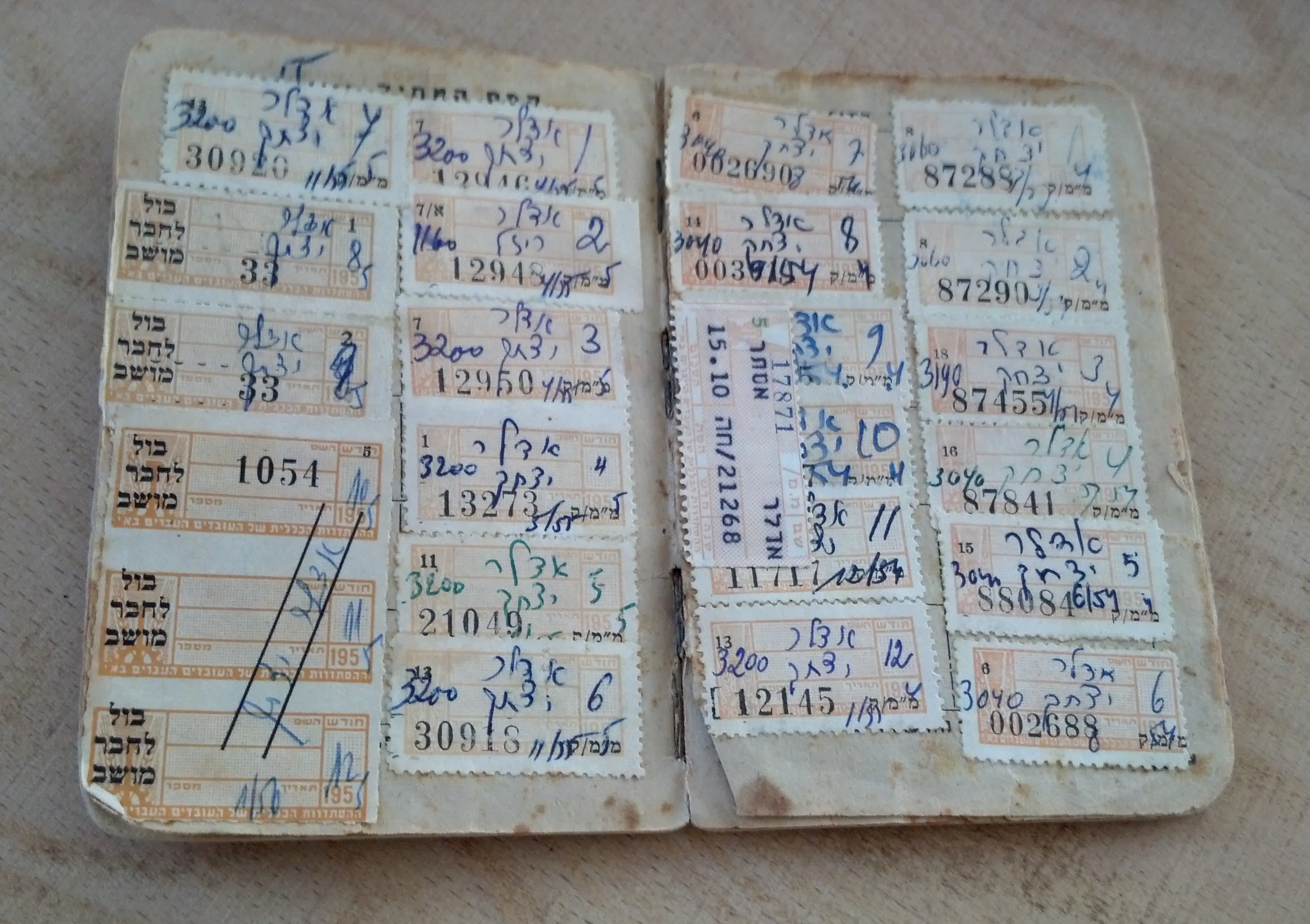
Carnet de timbres de l'assurance-maladie de l'Histadrout.

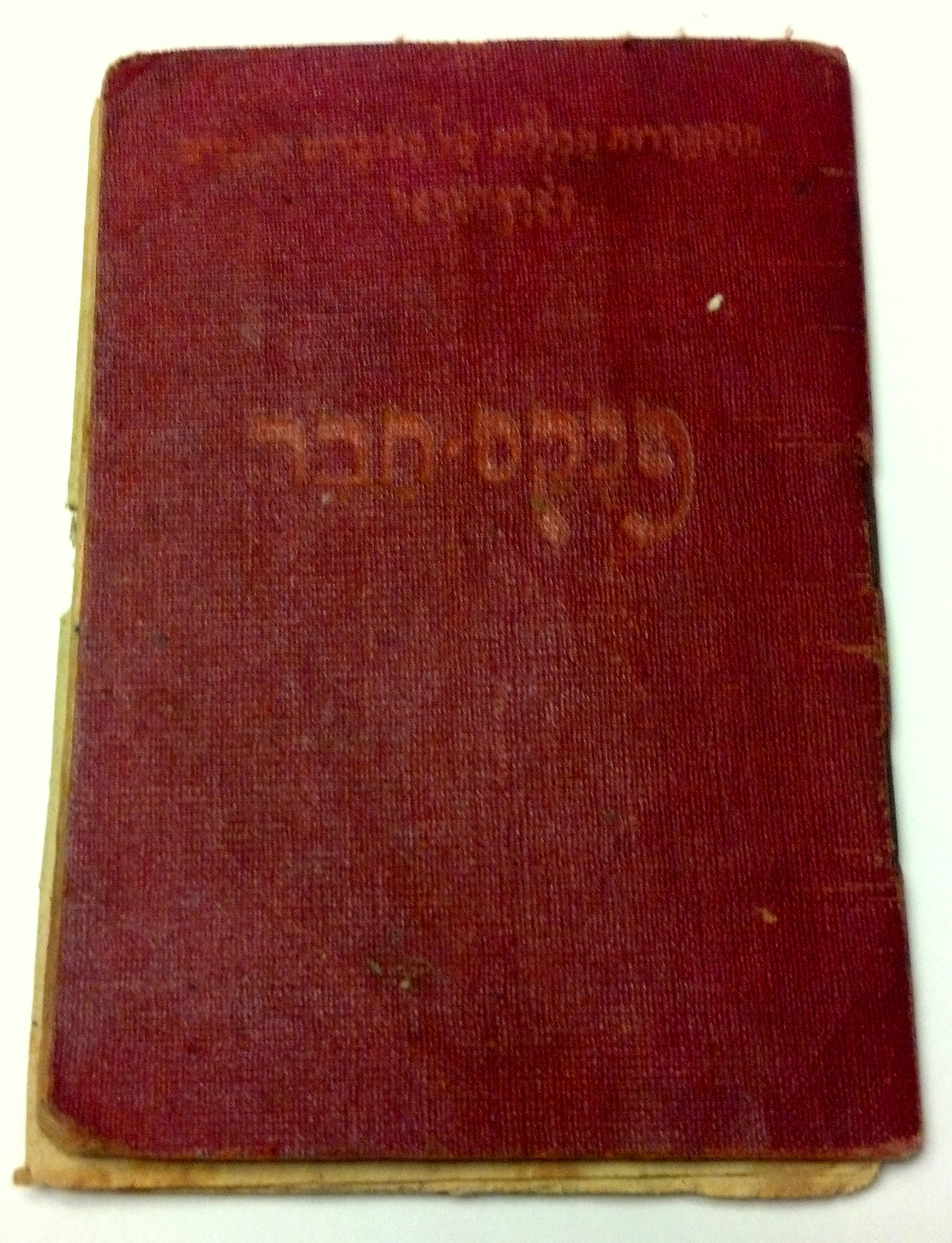
Carte de membre de l'Histadrout.

Dès 1920, la Koupat Kholim, caisse d'assurance-maladie créée en 1915, est rattachée à l'Histadrout.
Son secrétaire général est David Ben Gourion à partir de janvier 1922 (il occupa ce poste jusqu'en 1935). Sous sa présidence, la Histadrout a fortement privilégié le nationalisme par rapport au projet de transformation socialiste (à l'époque l'association se nommait Organisation générale des travailleurs hébreux de la Terre d'Israël). Ben Gourion s'est toujours opposé à ce que des travailleurs non juifs (arabes) puissent être organisés au sein de la Histadrout. Il déclarait par exemple:
« Le régime socialiste et la commune ne peuvent avoir aucun intérêt pour nous dans ce pays si ceux qui les appliquent ne sont pas des travailleurs juifs. Nous ne sommes pas venus ici pour organiser qui que ce soit, et nous ne sommes pas ici pour répandre l'idée socialiste auprès de qui que ce soit. Nous sommes ici pour établir une patrie de travail pour le peuple juif »
En 1924, Ben Gourion assigne à l'Histadrout, lors du congrès pour la culture, la mission de cimenter la nation juive par la culture.
En 1925, la Histadrout publie le quotidien Davar. Si le syndicat est novateur dans de nombreux domaines et intervient dans de très nombreux domaines de la société, il est plus conservateur en matière éducative et lutte contre les innovations éducatives comme celles de Pougatchev.
La Histadrout comptait 4 400 membres en 1920, puis rapidement 8 394 membres en 1922. En 1927, elle revendiquait près de 25 000 membres, soit 75 % des travailleurs juifs de Palestine[réf. nécessaire].
En 1928, Golda Meir obtient un emploi de secrétaire au Women's Labour Council de la Histadrout.
En 1930, la Histadrout toujours dirigée par David Ben Gourion joue un rôle déterminant dans la fusion des trois grandes tendances de la gauche sioniste, le Poalei Tsion, le Achdut Ha'avoda, le Hapo'el Hatza'ir, nationalistes antisocialistes, donnant naissance au Mapaï, l'actuel parti travailliste israélien.
En 1934, le parti révisionniste (Herout), créé en 1924 par des sionistes opposés aux compromis avec le Royaume-Uni, puissance mandataire, crée un syndicat concurrent de la Histadrout : la Fédération nationale des travailleurs (FNT, dite encore confédération générale nationale).
En 1936, la Histadrout est co-créatrice de la Mékorot, compagnie israélienne des eaux, pour construire des réseaux d’irrigation et d’adduction d'eau desservant les collectivités juives en Palestine.

### Les années précédant l'indépendance
À la veille de la déclaration d'indépendance, l'Histadrout atteint un niveau élevé de puissance. Elle joue le premier rôle dans l'intégration des nouveaux arrivants, et est même, selon Hannah Arendt, un gouvernement en puissance. Lors de la déclaration d'indépendance, toutes les fonctions d'un État moderne étaient déjà présentes au sein de l'Histadrout, ce qui permit à l'État israélien d'être immédiatement très efficace,. En 1946, l'Herout rejoint le mouvement sioniste mais la FNT reste indépendante de l'Histadrout.
Le conseil d'administration est élu à la proportionnelle, mais toujours dominé numériquement par des personnalités du Mapaï. Cependant, suivant l'usage de compromis répandu en Israël, la direction se fait toujours en incluant de larges coalitions.

### De la guerre d'indépendance à la guerre des Six-Jours

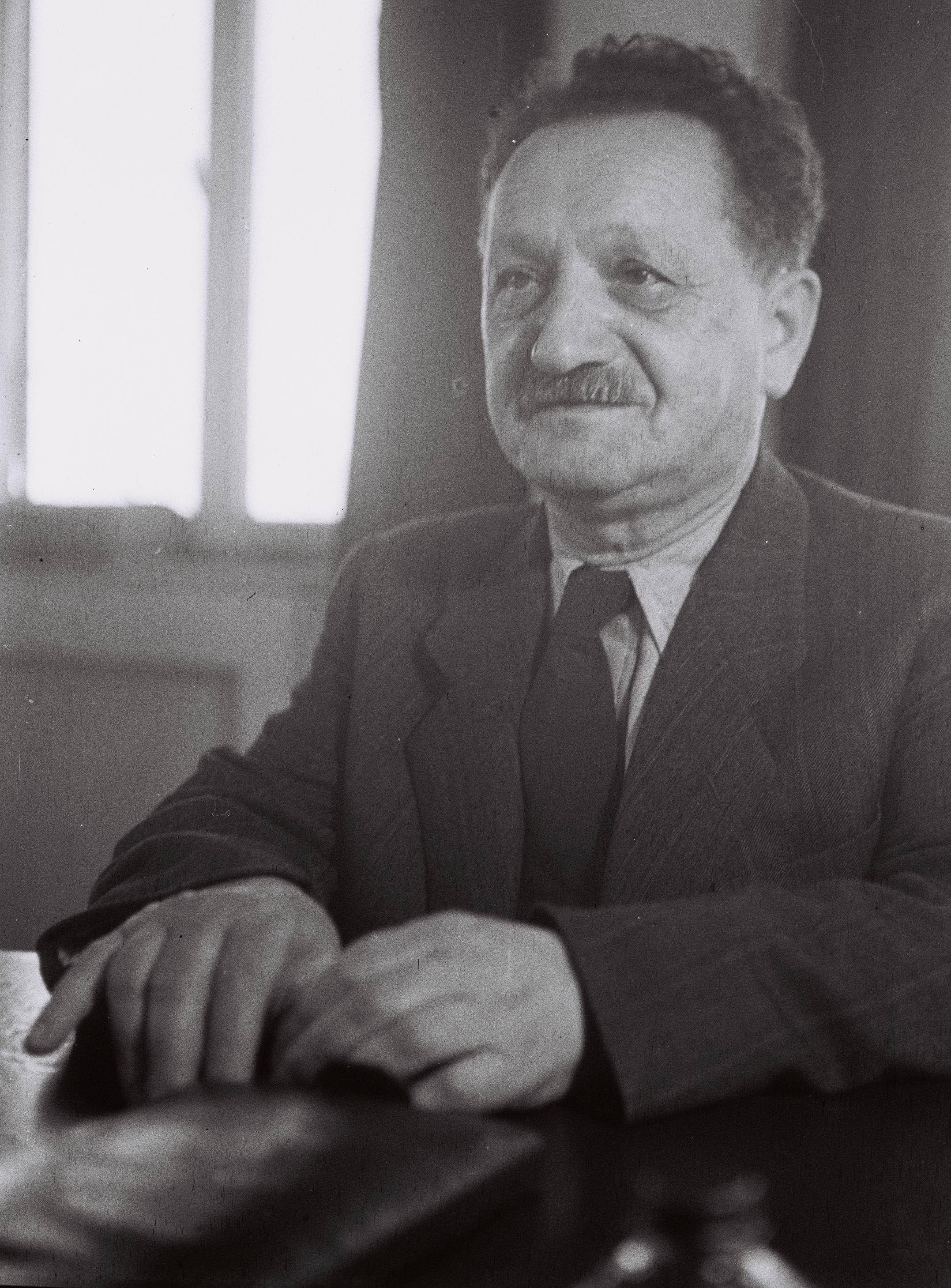
Yosef Sprinzak, fondateur et secrétaire général d'Histadrout (1945-1949), en 1947.תעודת זהות/3-247-3829-3/תהלים/82/דבר עומק ורצון/תהלים/פב/150/כו.,ב/אלף/the legender's/sixtie's/for example/FNT/international.for hamodiin.....תהלים כא,כו/מא.

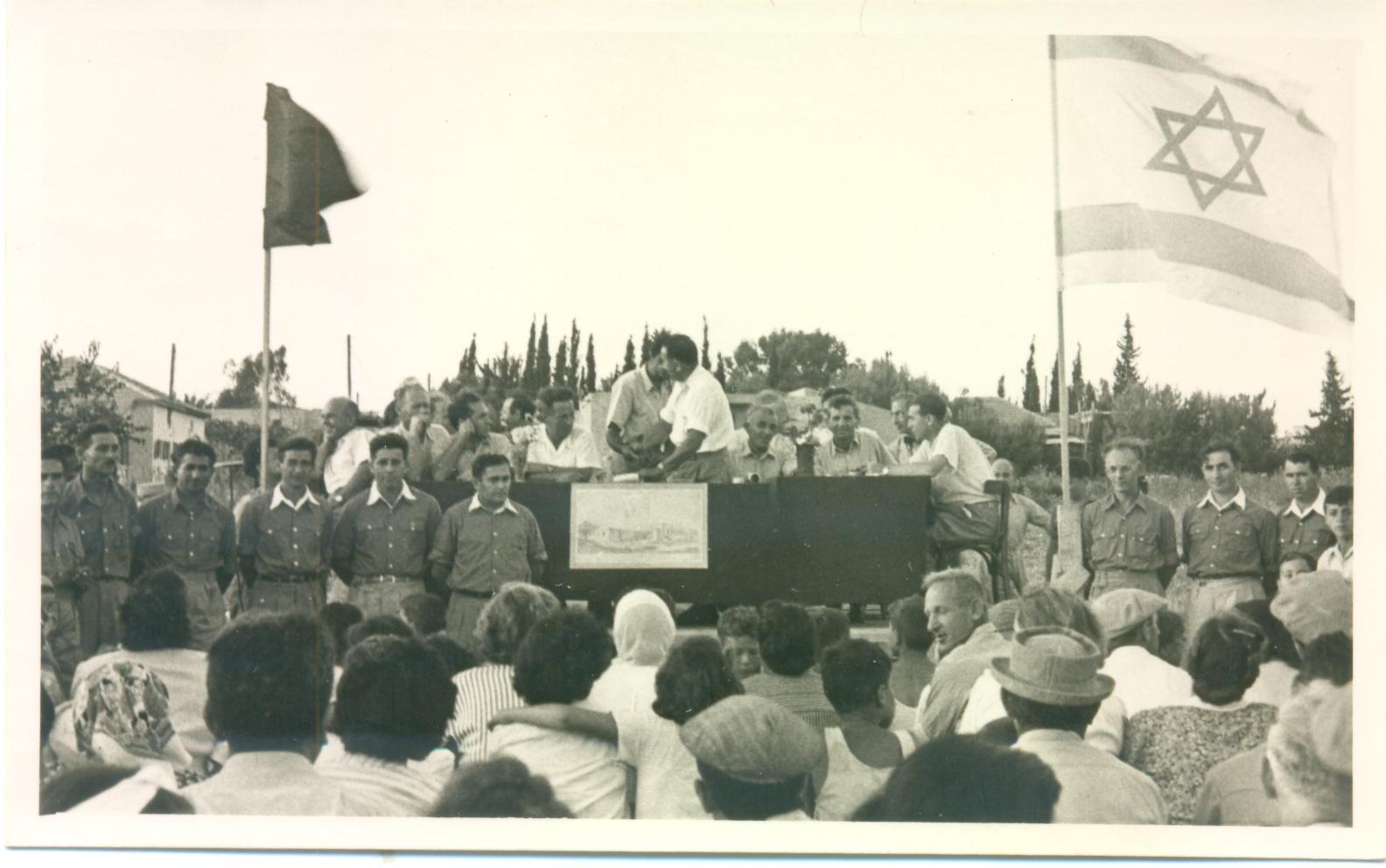
Cérémonie d'inauguration de bâtiments communautaires dans une colonie, 1951.

La Histadrout devient rapidement l'une des institutions les plus puissantes de l'État d'Israël, un vivier pour le mouvement Parti travailliste israélien et un pilier de la construction nationale. En 1949, elle compte 185 000 membres. Elle contrôle Solel Boneh, entreprise de BTP employant 13 000 salariés ; ses coopératives de consommation approvisionnent un tiers de la population juive.
À partir de 1954, Pinhas Sapir, ministre de l'Industrie, s'appuie sur l'Histadrout pour créer une industrie capable de fournir du travail aux nombreux immigrants. L'État et l'Histadrout créent un grand nombre d'entreprises et l'Histadrout devient le premier employeur du pays par le biais de sa branche économique, Hevrat Ha'ovdim (חברת האובים, « Société des Travailleurs ») qui possédait entre autres les plus importants conglomérats de l'industrie israélienne et la deuxième banque du pays, la Bank Hapo'alim (בנק הפועלים, « Banque des Ouvriers »). Pinhas Lavon, son secrétaire général, est alors un personnage de premier plan de l'État d'Israël et est impliqué dans le scandale qui aboutit à l'éviction de Ben Gourion du pouvoir.

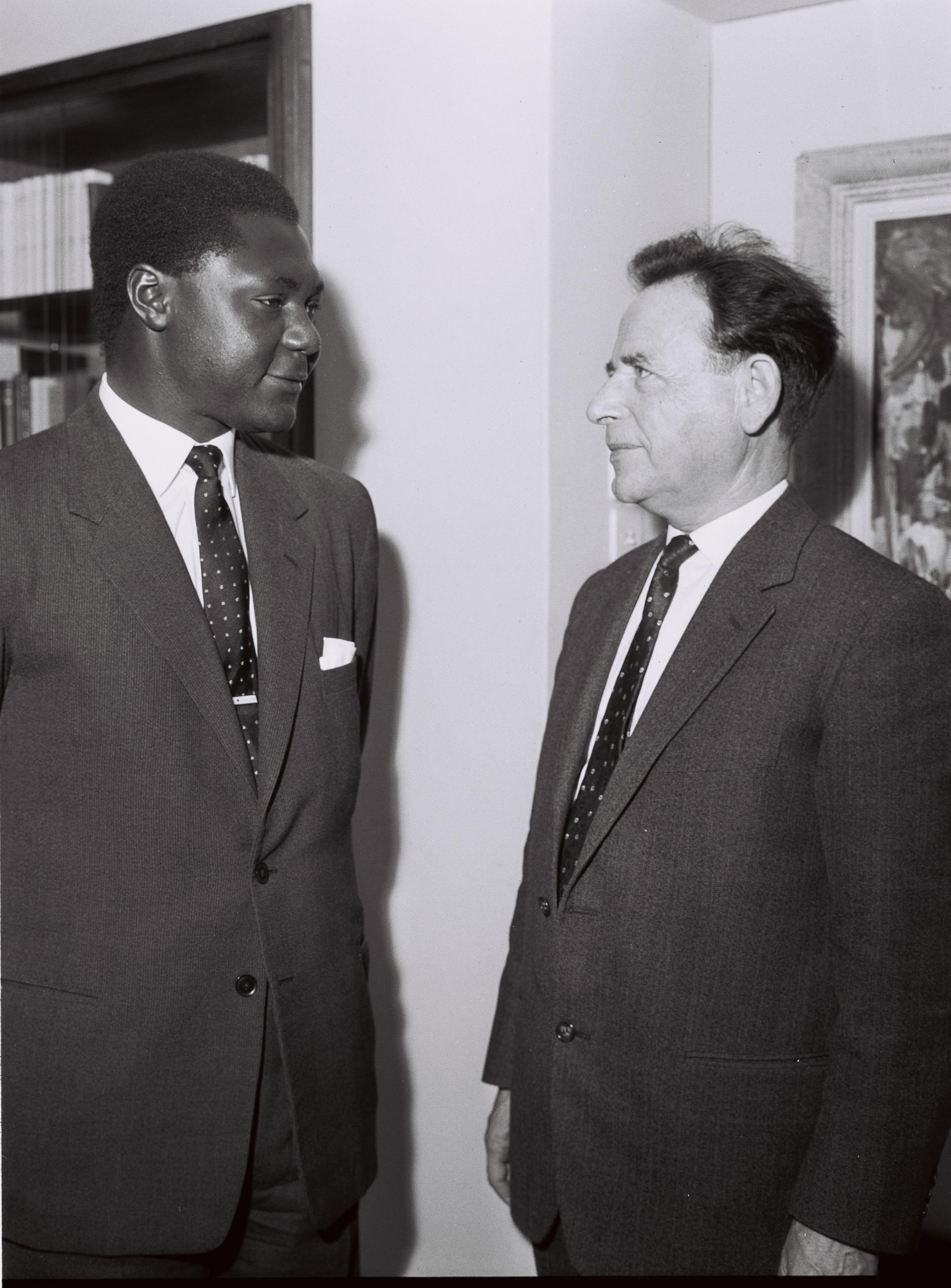
Rencontre entre le secrétaire des syndicats kenyans, Tom Mboya, et le secrétaire de l'Histadrout, en 1962.

L'Histadrout gère aussi les Instituts de coopération afro-asiatique, qui accueillent des membres des élites africaines, afin de les former et de leur donner une expérience du développement israélien, à reproduire dans leur pays.
Ben Gourion, dans sa conception intégratrice, cherche cependant à transférer nombre d'organisations dépendant de l'Histadrout à l'État.
Pour les jeunes diplômés arabes, israéliens et palestiniens, l'Histadrout est incontournable pour accéder à des emplois d'employés et de cadres : elle possède en effet de nombreuses entreprises. Constituant ainsi un débouché, elle participe au maintien de l'adhésion des cadres palestiniens à la domination israélienne sur les Arabes et la ségrégation sociale dont ils étaient victimes. Cependant, elle n'est pas un vecteur d'ascension sociale pour eux : ainsi, tout comme l'armée, les instances dirigeantes de l'Histadrout sont quasiment fermés aux Arabes.

### De 1967 au tournant libéral des années 1990

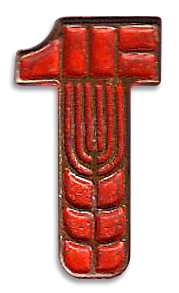
Le marteau de l'Histadrout

La guerre des Six Jours provoque une vague d'antisionisme dans le monde, notamment en Pologne. L'Histadrout les dénonce et appelle à la solidarité les autres syndicats du monde. Le Mapaï, en recul aux élections de 1969, s'allie à trois autres partis de gauche. Cette coalition est soutenue par l'Histadrout.
De 1969 à 1974, le secrétaire général de la Histadrout est Yitzhak Ben-Aharon. Sous sa houlette, l'organisation s’émancipe et se lancer dans une action sociale indépendante du parti travailliste israélien. Il prend position pour l'abandon des Territoires occupés.
À son apogée, Histadrout contrôle 25 % à 33 % de l'économie israélienne,, dont de grandes entreprises, comme KOOR, le premier groupe industriel, les transports publics Egged (90 % des transports routiers), l'entreprise de construction Soleh Boneh, la banque Hapoalim. Via les coopératives, elle contrôle encore 70 à 85 % de la production agricole et 50 % du secteur bancaire,. Elle dispose d'une coopérative de distribution Hamachbir Haberkazi, disposant de 2 000 points de vente. Elle comptait 2 000 000 membres. Les dispositifs de Sécurité sociale comme les assurances chômage, caisses d'assurances maladie (Koupat Kholim, qui affilie 70 % des travailleurs d'Israël), mais aussi de nombreuses installations sportives, sont sous son contrôle. 170 000 de ses membres étaient d'origine arabe.
Dans les années 1970, l'Histadrout compte trois principaux concurrents : la CNT israélienne (non-anarchiste), avec 80 000 adhérents, et deux syndicats religieux Poalé Hamisrakhi et Poalé Agoudat Israel. Ces deux derniers ont toutefois conclu un accord d'affiliation partielle.

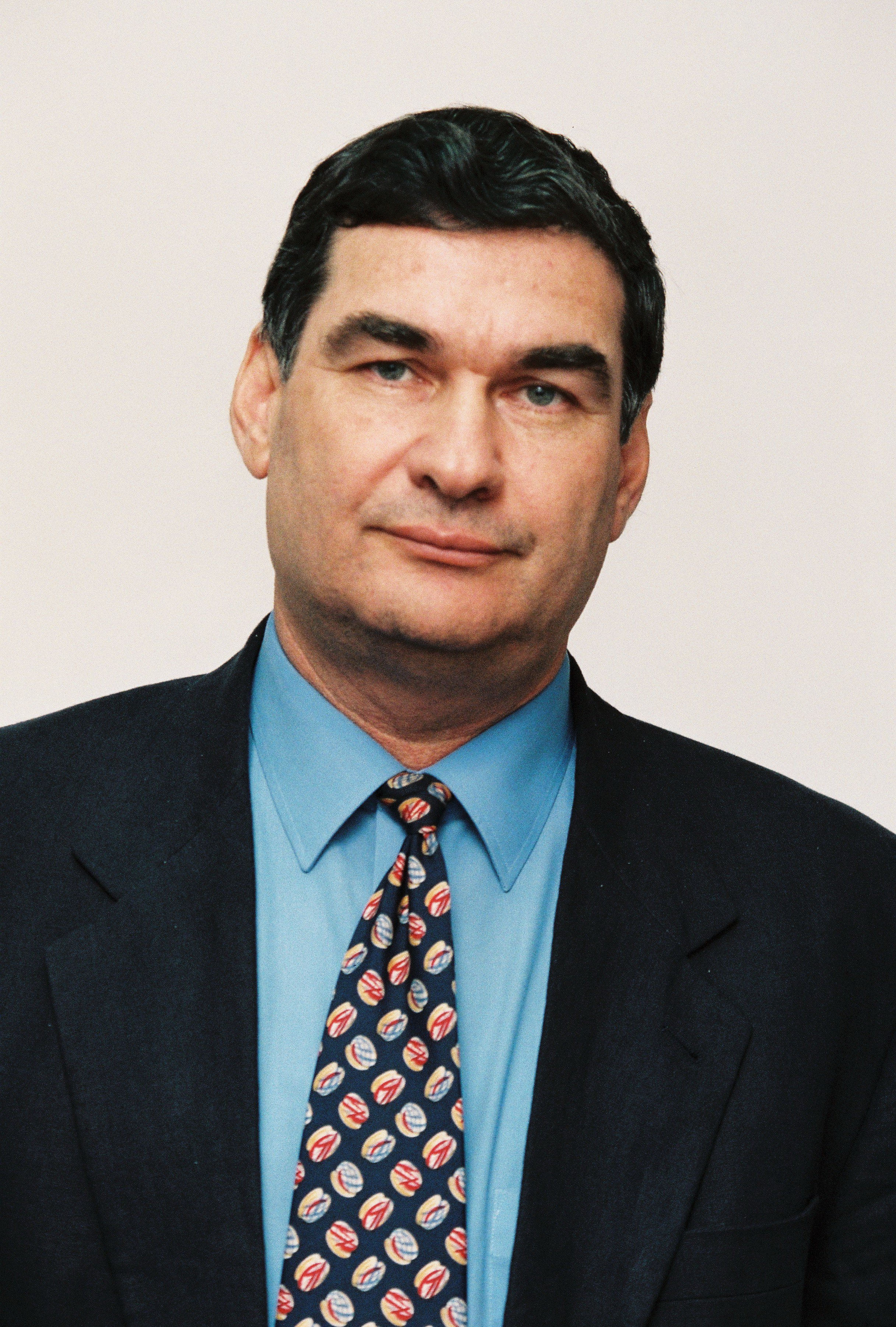
Haïm Ramon, secrétaire général de l'Histadrout dans les années 1990.

Le parti travailliste est battu en 1977, et ne retrouve le pouvoir qu'en 1992. C'est l'existence du réseau économique et social de l'Histadrout — entreprises, théâtres, kibboutz, journaux, organisations de jeunesse, etc. — qui permet au parti travailliste de survivre.
Dans les années 1980, l'Histadrout et l'Hapoël, face aux sollicitations de la Fédération sportive générale du travail française, rejettent en commun les droits politiques des sportifs palestiniens quand ceux-ci ont pris part aux actions d'Intifada. L'Histadrout continue cependant de mobiliser une partie de la population arabe, via sa section syndicale arabe, en soutien du parti travailliste et notamment de sa politique pour la paix. L'électorat arabe envoie en effet des députés à la Knesset qui apportent un soutien crucial aux travaillistes.
L'importance de la Histadrout commença à décroitre dans les années 1990 avec la libéralisation grandissante de l'économie israélienne. Elle reste cependant toujours un acteur majeur de l'économie du pays.

### Depuis les années 1990
Avec la libéralisation d'Israël, Histadrout recule : à la fois en nombre d'adhérents, et en poids dans l'économie.
En 2005, le dirigeant de la Histadrout Amir Peretz, est élu chef du Parti travailliste israélien, ce qui peut être perçu comme une tentative du parti de renouer avec les ouvriers dont il s'est énormément éloigné.